# CCI (боєприпаси)
CCI (Cascade Cartridge Inc.) — виробник набоїв кільцевого та центрального запалення для ручної зброї і капсулів для ручного спорядження, а також промислових зарядів пороху, який знаходиться в Льюїстоні, Айдахо. CCI випустили перший набій кільцевого запалення Mini-Mag в 1963, а в 1975 році вони розробили Stinger, високошвидкісний набій калібру .22 Long Rifle. Зараз компанія CCI випускає велику кількість набоїв кільцевого запалення та щурячих набоїв.
Компанію CCI було винайдено Діком Шпеером (братом Вернона Шпеера, який створив Speer Bullets) на початку 1950- років. Станом на лютий 2015, компанія є дочірньою компанією Vista Outdoor, яка є гілкою Alliant Techsystems. На даний час CCI складається з 1100 робітників.